# Sotillo de Rioja
Sotillo de Rioja es una localidad del municipio burgalés de Redecilla del Campo, en la Comunidad Autónoma de Castilla y León (España). 
La iglesia está dedicada a san Blas.

## Localidades limítrofes
Confina con las siguientes localidades:
- Al noreste con Tormantos.
- Al sureste con Ibrillos.
- Al sur con Castildelgado.
- Al suroeste con Quintanilla del Monte en Rioja.
- Al noroeste con Redecilla del Campo.

## Demografía
Evolución de la población
| Gráfica de evolución demográfica de Sotillo de Rioja entre 2000 y 2017 |
|                                                                        |
| Población de derecho (2000-2017) según el padrón municipal del INE     |

## Historia
Así se describe a Sotillo de Rioja en el tomo XIV del Diccionario geográfico-estadístico-histórico de España y sus posesiones de Ultramar, obra impulsada por Pascual Madoz a mediados del siglo XIX:

Aldea con ayuntamiento en la provincia, diócesis, audiencia territorial y capitanía general de Burgos (10 leguas), partido judicial de Belorado (2). Situada en un hondo, por el cual cruza el río Larriga; reina con especialidad el viento N, y se padecen pulmonías y reúmas. Tiene 15 casas con la de ayuntamiento, y una iglesia parroquial (San Blas) servida por un cura párroco, un capellán y un sacristán. Confina el término con los de Ibrillos, Redecilla del Campo y Tormantos. El terreno participa de monte y llano, y le baña el mencionado río, que nace en Soto y va a desaguar en el Tirón en el término de Tormantos. Caminos: los de pueblo a pueblo. Las pro-ducciones son trigo, cebada y legumbres, y cría algún ganado. Industria: la agrícola. Población: 12 vecinos, 47 almas. Capital productivo: 393.800 reales. Imponible: 37.667. Contribución: 1.573 reales 18 maravedíes.
Diccionario geográfico-estadístico-histórico de España y sus posesiones de Ultramar